# Brachiaria occidentalis
Brachiaria occidentalis là một loài thực vật có hoa trong họ Hòa thảo. Loài này được C.A.Gardner & C.E.Hubb. mô tả khoa học đầu tiên năm 1938.